# 1918

## Події

### Січень
- Січень — Перша українсько-радянська війна: початок більшовицького наступу на Київ.
- 8 січня — Перша українсько-радянська війна: більшовицькі війська захопили Катеринослав.
- 14 січня — У Фінляндії та Росії введено григоріанський календар (новий стиль).
- 22 січня — Центральна Рада у Четвертому Універсалі проголосила самостійність УНР.
- 25 січня — Перша українсько-радянська війна: у Києві розпочалося більшовицьке повстання робітників заводу «Арсенал» та Шулявки.
- 26 січня — Перша українсько-радянська війна: більшовицькі війська захопили Кролевець.
- 27 січня — Перша українсько-радянська війна: більшовицькі війська захопили Бахмач і Конотоп.
- 29 січня — Перша українсько-радянська війна: відбувся бій під Крутами.
- 30 січня — уряд Володимира Винниченка склав повноваження.
- 30 січня — новим головою уряду УНР став Всеволод Голубович.

### Лютий
- 4 лютого — Перша фаза українсько-радянської війни: війська УНР придушили повстання більшовиків у Києві.
- 9 лютого — Перша фаза українсько-радянської війни: війська Муравйова захопили Київ. У місті почалися масові погроми та розстріли. Центральна Рада переїздить до Житомира.
- 9 лютого — укладено Берестейський мир між Українською Народною Республікою та Німецькою імперією, Австро-Угорською імперією, Османською імперією і Болгарським царством.
- 12 лютого — Перша українсько-радянська війна: уряд УНР звернувся до Німецької імперії та Австро-Угорської імперії з проханням про надання військової допомоги у боротьбі з більшовицькими інтервентами. Також, цього дня Центральна Рада й уряд УНР ухвалили закон про запровадження нового стилю: після 15 лютого одразу настало 1 березня. Тоді ж було запроваджено перехід українських земель на середньоєвропейський час.
- 16 лютого — проголошено незалежність Литовської Республіки

### Березень
- 1 березня — Центральна Рада ухвалила закон «Про грошову одиницю УНР», за яким національною грошовою одиницею стала гривня.
- 2 березня — Перша українсько-радянська війна: українські та німецькі війська звільнили Київ від більшовиків.
- 2 березня — Українська Центральна Рада повернулася до Києва.
- 12 березня — Столицю Росії перенесено з Петрограда до Москви
- 25 березня — проголошено незалежність Білоруської Народної Республіки
- 30 березня — більшовики розпочали 3-денну різанину, в ході якої загинуло близько 12 тисяч азербайджанців.

### Квітень
- 18 квітня — в Києві, охопленому лихоліттями Першої світової війни та революції, починає свою роботу Український Червоний Хрест. ( див. Товариство Червоного Хреста України)
- 18 квітня — Бій під Єнакієвим
- 23 квітня — між УНР та країнами Четверного союзу укладено економічну угоду.
- 24 квітня — Павло Скоропадський у штабі німецьких військ у Києві обговорив можливість здійснення державного перевороту.
- 28 квітня — арешт німецьким командуванням прем'єр-міністра УНР Голубовича, міністрів Жуковського та Ковалевського за звинуваченням у «антинімецькій діяльності».
- 29 квітня  – було здійснено державний переворот, внаслідок якого до влади прийшов гетьман Скоропадський та було встановлено Українську Державу замість УНР. 14 грудня 1918 року внаслідок антигетьманського повстання Директорією було відновлено УНР.

### Травень
- 26 травня — була проголошена Грузинська Демократична Республіка

### Липень
- 1 липня — засновано університет у Кам'янці-Подільському
- 16 липня — у Єкатеринбурзі більшовики розстріляли російського імператора Миколу ІІ

### Вересень
- 2 вересня — розпочався офіційний візит Гетьмана Української Держави Павла Скоропадського до Німеччини.
- 4 вересня — Війська США висадилися в Архангельську для інтервенції у громадянській війні в Російській імперії. До кінця інтервенції 174 з них загинуло.
- 29 вересня — Салонінське Перемирʼя Перемирʼя  Болгарії з Антантою  вихід і фактична поразка Болгарії  в 1-й світовій війні.

### Жовтень
- 30 жовтня —  Османська Імперія підписала Мудроське  перемирʼя з країнами Антанти  вихід Османської Імперії з 1-й світовій війні.
- 9 листопада — Встановлення республіки в Німеччині Німецький Імператор Вільгельм зрікся престолу , в результаті перемоги Листопадової революції в, Німеччині відбулося скасування  Монархії проголошено Веймарську Республіку ,Імператор Вільгельм виїхав до нейтральних  Нідерландів
- 11 листопада — Німецька Імперія підписала  перемирʼя з країнами Антанти закінчення першої світової війни.
- 18 листопада — Латвія проголосила державну незалежність.
- 12 листопада — Гетьман України Павло Скоропадський узаконив автокефалію української православної церкви.
- 13 -14 листопада – утворення Директорії.

### Грудень
- 5 грудня — проголошена Лемко-Русинська Республіка
- 14 грудня — Павло Скоропадський зрікся гетьманства після повстання Директорії та покинув Україну разом з відступаючими за умовами перемирʼя  німецькими військами

## Вигадані події
- У 1918 році відбуваються події фільму «Диво-жінка».

## Наука
- Сформульовано теорему Нетер
- Засновано Українське Студентське Наукове Товариство Київського університету Св. Володимира

## Аварії й катастрофи
- 4 березня — Вантажний корабель ВМФ США Циклоп (USS Cyclops) зник безвісти на шляху з Барбадосу в Норфолк. Загинуло 309 чоловік.
- 25 квітня — Китайський пароплав Кіанг-Кван (Kiang Kwan) затонув у результаті зіткнення недалеко від Ханькоу, Китай. Загинуло 500 чоловік.
- 27 червня — Госпітальне судно Лендовері Кастл (Llandovery Castle) затонуло після торпедної атаки німецької субмарини U-86. Загинуло 234 чоловік.
- 12 липня — Японський бойовий корабель Каваті вибухнув у затоці Токаяма, Японія. Загинуло 500 чоловік.
- 6 жовтня — Англійський пароплав Отранто (Otranto) з американськими солдатами на борті затонув біля берегів Шотландії в результаті зіткнення з іншим пароплавом. Загинуло 431 чоловік.
- 25 жовтня — Канадський пароплав Принцеса Софія (SS Princess Sophia) затонув біля берегів Аляски. Загинуло 298 чоловік.

## Народились
Дивись також Категорія:Народились 1918
- 15 січня: 
  - Ґамаль Абдель Насер, президент Єгипту (1956—1970).
  - Руденко Лариса Архипівна, українська співачка (пом.в 1981).
- 20 січня — Олександр Шалімов, український хірург російського походження, один із засновників української хірургічної школи (пом.в 2006).
- 26 січня: 
  - Ніколае Чаушеску, президент Румунії (1974—1989).
  - Філіп Хосе Фармер, американський письменник-фантаст.
- 29 січня — Джон Форсайт, американський кіноактор.
- 17 лютого — Щербицький Володимир Васильович, український політичний діяч (пом.в 1990).
- 3 квітня — Олесь Гончар, український письменник (пом.в 1995).
- 9 квітня — Йорн Утзон, данський архітектор, спроєктував будівлю опери Сіднея.
- 23 квітня: 
  - Моріс Дрюон, французький письменник.
  - Георгій Віцин, кіноактор.
- 25 квітня — Елла Фіцджеральд, американська джазова співачка.
- 26 квітня — Фанні Бланкерс-Кун, голландська спортсменка-легкоатлетка.
- 11 травня — Річард Фейнман, американський фізик-теоретик.
- 10 липня — Джеймс Олдрідж, англійський письменник.
- 13 липня — Альберто Аскарі, італійський автогонщик.
- 14 липня: 
  - Джей Форрестер, винахідник магнітної пам'яті з вибірковим доступом.
  - Інгмар Бергман, шведський театральний і кінорежисер.
- 18 липня — Нельсон Мандела, борець за права людини.
- 6 серпня — Василь Панькевич, український громадський діяч у Великій Британії.
- 8 серпня — Луньов Павло Федорович, учасник Другої світової війни, Герой Радянського Союзу (1944).
- 9 серпня — Річард Олдріч, американський кінорежисер.
- 25 серпня — Леонард Бернстайн, американський композитор.
- 28 вересня — Василь Сухомлинський, український педагог, письменник (пом.в 1970).
- 11 жовтня — Джером Роббінс, американський хореограф, кінорежисер.
- 17 жовтня — Ріта Гейворт, американська кіноактриса.
- 7 листопада - Біллі Грем, американський релігійний і громадський діяч, євангеліст-християнин, служитель баптистської церкви.
- 14 листопада — Павлік Морозов, російський піонер.
- 19 листопада — Гендрік ван де Гулст, голландський астроном.
- 21 листопада — Глузський Михайло Андрійович, російський актор українського походження.
- 27 листопада — Патон Борис Євгенович, український вчений в галузі металургії. Президент (1962—2020) НАН України (пом.в 2020).
- 1 грудня — Майборода Платон Іларіонович, український композитор (пом.в 1989).
- 11 грудня — Солженіцин Олександр Ісайович, російський письменник.
- 21 грудня — Курт Вальдгайм, австрійський політик, президент Австрії (1986—1992).
- 25 грудня — Анвар ель-Садат, президент Єгипту (1970—1981).

## Померли
Див. також Категорія:Померли 1918
- 16 липня — в Єкатеринбурзі червоноармійці за наказом Раднаркому розстріляли останнього російського імператора Миколу II та членів його сім'ї.
- 11 грудня — Іван Цанкар, словенський письменник (* 1876).

## Нобелівська премія
- з фізики: Макс Планк — у знак визнання його заслуг у розвитку фізики завдяки відкриттю квантів енергії
- з хімії: Фріц Габер — «За синтез аміаку зі складових елементів»
- з медицини та фізіології: Премію не присуджували
- з літератури: Премію не присуджували
- премія миру: Премію не присуджували

## Вигадані події
- Події фільму Диво-Жінка.